# 安西·阿格利
安西·阿格利（1982年10月11日—）是一位阿爾巴尼亞足球運動員。在場上的位置是中場.   [2015-06-03]. （原始内容存档于2016-05-13）.</ref>。他也代表阿爾巴尼亞國家足球隊參賽。